# غيسلين ماكسويل
غيسلين نويل ماريون ماكسويل (مواليد 25 ديسمبر 1961)، هي ناشطة اجتماعية بريطانية، ذاع صيتها بسبب ارتباطها بالخبير المالي ومرتكب الجرائم الجنسية المدان جيفري إبستاين. في عام 2020، وجهت إليها تهمة إغواء القاصرين واستغلال الأطفال للاتجار بالجنس. عملت في البداية مع والدها محتال النشر روبرت ماكسويل حتى وفاته عام 1991. انتقلت بعد ذلك إلى الولايات المتحدة وأصبحت شريكة لإبستاين. واجهت ماكسويل تهمًا تتعلق باستغلال الفتيات القاصرات جنسيًا والاتجار بهن جنسيًا من أجل إبستاين وغيره بشكل مستمر، ولكنها أنكرتها.
أسست ماكسويل مجموعة للتوعية والحفاظ على المحيطات باسم «مشروع تيرا مار» عام 2012. أعلنت الجموعة عن إغلاق أبوابها وإنهاء عملها في 12 يوليو 2019، وذلك بعد أسبوع من توجيه نواب فدراليين في نيويورك اتهامات الاتجار بالجنس ضد إبستاين. في 27 ديسمبر 2019، ذكرت وكالة رويترز أن ماكسويل كانت من بين الأشخاص الذين يحقق معهم مكتب التحقيقات الفدرالي بتهمة تسهيل عمل المغتصب إبستاين، وبعد القبض عليه، ظلت ماكسويل مختبئة، ولم تتصل بالمحاكم إلا من خلال محاميها الذين رفضوا، حتى 30 يناير 2020، قبول ثلاث دعاوى قضائية ضدها نيابة عنها.
أعلنت وزارة العدل في جزر العذراء الأمريكية في 10 يوليو عن خضوع ماكسويل للتحقيق أيضًا في منطقة بحر الكاريبي.
قبض مكتب التحقيقات الفيدرالي على ماكسويل في نيوهامشير في 2 يوليو 2020، ووجه لها ثلاث تهم: إغواء القاصرين، والاتجار بالجنس للأطفال، وشهادة الزور (الحنث باليمين). في 14 يوليو 2020، رفض قاض فيدرالي في نيويورك الإفراج عن ماكسويل بكفالة بعد أن ارتأى أن مخاطر فرارها «كبيرة جدًا».

## بداية حياتها
ولدت غيسلين ماكسويل عام 1961، في ميسون لافيت، فرنسا، وهي الطفلة التاسعة والأخيرة لإليزابيث وروبرت ماكسويل. ولدت والدتها في فرنسا، وترجع أصولها إلى الهوغونوتيين، وكانت تعمل كباحثة، أما والدها فهو بريطاني من عائلة يهودية مولود في تيشكوسلوفاكيا، وكان يعمل في مجال الإعلام والنشر. ولدت ماكسويل قبل يومين من حادث سيارة تسبب في دخول شقيقها مايكل البالغ من العمر 15 عامًا حينها في غيبوبة طويلة حتى وفاته عام 1967. قالت والدتها لاحقًا أن الحادث أثر على العائلة كلها، وتوقعت أن غيسلين أظهرت علامات تدل على فقدانها للشهية وهي طفلة صغيرة. خلال طفولتها، أقامت غيسلين مع عائلتها في أكسفورد في مبنى هيدينغتون هيل، وهو بيت كبير يضم 53 غرفة، ويضم مكاتب شركة النشر بيرجامون بريس التي يديرها والدها روبرت ماكسويل. صرحت والدتها أنها ربت جميع أطفالها على التعاليم والتقاليد الأنجليكية. أنهت ماكسويل دراستها في كلية مارلبورو، وكلية باليول في أكسفورد. كانت علاقة ماكسويل وثيقة مع والدها، ويقال أنها كانت الابنة المفضلة لديه.
وفقًا لمجلة تاتلر البريطانية، تذكر ماكسويل أن والدها قام بتركيب حواسيب في هيدينغتون عام 1973، وكانت مهمتها الأولى هي التدرب على استخدام وانغ 2200 وما بعده من الأكواد البرمجية. ذكرت صحيفة التايمز أن والد غيسلين لم يسمح لها بإحضار عشاقها إلى البيت أو الظهور معهم بشكل علني بعد أن بدأت في ارتياد جامعة أكسفورد.

## مسيرتها المهنية
كانت ماكسويل ناشطة اجتماعية بارزة في لندن في ثمانينيات القرن العشرين.  أسست ناديًا نسويًا سمي باسم نادي كيت كات (بالإنجليزية: Kit-Cat club)، وكانت مديرة نادي أكسفورد يونايتد لكرة القدم، كما عملت في صحيفة «ذا يوروبيان» التي أسسها والدها. وفقًا لما كتبه المؤرخ توم باور إلى صحيفة الصنداي تايمز، دعاها والدها روبرت عام 1986 إلى حفل التعميد على شرفها ليخته الجديد الذي أسماه السيدة غيسلين (بالإنجليزية: Lady Ghislaine) في حوض للسفن في هولندا. أمضت ماكسويل وقتًا طويلًا في أواخر ثمانينيات القرن العشرين على متن اليخت، الذي كان مجهزًا بجاكوزي وساونا وصالة رياضية وديسكو. ذكرت صحيفة ذا سكوتسمان أن روبرت ماكسويل صمم وأنشأ شركة حسب طلبها لها، لكنها لم تكن مربحة.
ذكرت صحيفة الصنداي تايمز أن ماكسويل سافرت إلى نيويورك في 5 نوفمبر 1990 لتسلم مغلفًا بالنيابة عن والدها، ولم تكن تعرف أن ذلك ضمن مكيدة بدأها والدها لسرقة 200 مليون دولار من حملة الأسهم في شركة بيرليتز.
بعد أن اشترى والد ماكسويل صحيفة نيويورك ديلي نيوز في يناير 1991، أرسلها هناك للعمل ممثلة عنه. في أيار 1991، أخذت ماكسويل ووالدها طائرة كونكورد إلى نيويورك، حيث غادر والدها بسرعة متوجهًا إلى موسكو وتركها هناك لتمثيله في مناسبة تكريم سيمون فيزنتال. في نوفمبر 1991، عُثر على جثة روبرت ماكسويل طافيةً في البحر قرب جزر الكناري ومركبه ليدي غيسلين. بعد ذلك بفترة قصيرة، سافرت غيسلين إلى تنريفي حيث كان يرسو اليخت لتقديم أوراقه التجارية. حضرت غيسلين جنازة والدها في القدس إلى جانب عدد من شخصيات الاستخبارات الإسرائيلية، والرئيس حاييم هرتصوغ، ورئيس الوزراء إسحاق شامير، الذي قدم خطاب التأبين له. على الرغم من تسجيل سبب موته بالغرق العرضي، إلا أن ماكسويل صرحت عام 1997 أنها تعتقد أن والدها قتل، وقالت «والدي لم ينتحر، لم يكن هذا الأمر متسقًا مع شخصيته. أعتقد أن والدي قتل». بعد وفاته، تبين استيلاؤه بشكل احتيالي على أصول المعاشات التقاعدية لصحف ميرور جروب، وهي شركة كان يديرها ويملك فيها حصة كبيرة، لدعم سعر سهمها. أفادت تقارير عن فقدان ما يزيد عن 440 مليون جنيه استرليني من صناديق التقاعد، ما وضع أفراد عائلة ماكسويل المتبقين على قيد الحياة والحكومة البريطانية في مأزق، وأجبرهم على تعويض حوالي 32 ألف شخصًا متضررًا. قبض على اثنين من أشقاء غيسلين، وهما:، إيان وكيفن، لأنها كانا الأكثر انخراطًا مع والدهما في معاملاته التجارية اليومية، واتهما في 19 يونيو 1992 بالاحتيال والارتباط بفضيحة المعاشات التقاعدية لمجموعة صحف ميرور. بُرئ الأخوان من التهم الموجهة إليهما بعد ثلاث سنوات ونصف في يناير 1996.
انتقلت ماكسويل إلى الولايات المتحدة سنة 1991، بعد موت والدها مباشرة. التقطت صورٌ لها وهي تركب طائرة كونكورد لعبور المحيط الأطلسي، ما تسبب في إثارة موجة من الغضب ضدها بسبب التكلفة الباهظة للرحلة في ظل انتشار خبر فضيحة المعاشات التقاعدية. حصلت ماكسويل على دخل سنوي قدره 80,000 جنيه إسترليني بفضل صندوق استئماني أنشأه والدها في ليختنشتاين. بحلول عام 1992، كانت قد انتقلت للعيش في شقة صديق إيراني تطل على سنترال بارك. في ذلك الوقت، عملت ماكسويل في مكتب للعقارات في شارع ماديسون، ويقال إنه كانت ترتبط بعلاقات اجتماعية مع مجموعة تضم إيفانا ترامب وابن عدنان خاشقجي، وسرعان ما برزت كناشطة اجتماعية في مدينة نيويورك.

## علاقتها بجيفري إبستاين
التقت ماكسويل أول مرة بالخبير المالي الأمريكي جيفري إبستاين في أوائل تسعينيات القرن العشرين في حفل بنيويورك في أعقاب انفصال جيانفرانكو سيكوسنا موزوني (1962-2012) من مجموعة فنادق سيجا. ارتبطت ماكسويل بعلاقة عاطفية مع إبستاين لعدة سنوات في أوائل التسعينيات وظلت قريبة منه لعقود. ما تزال طبيعة علاقتهما غير واضحة. في عام 2009، شهد العديد من الموظفين في منزل إبستاين أنه كان يتعامل معها بصفتها «حبيبته الأولى»، وكانت توظف، وتطرد، وتشرف على موظفيه، بدءًا من حوالي عام 1992.